# Ilie Bărbulescu (fotbalist)
Ilie Bărbulescu (n. 24 iunie 1957, Pitești, România – d. 1 februarie 2020, Pitești, România) a fost un fotbalist român, care a jucat la Echipa națională de fotbal a României. A câștigat Cupa Campionilor Europeni în anul 1986.
În martie 2008 a fost decorat cu Ordinul „Meritul Sportiv” Clasa a II-a.

## Titluri
- Câștigător al Cupei Campionilor Europeni: 1986
- Câștigător al Supercupei Europei: 1986
- Finalist al Cupei Intercontinentale: 1986
- Campion al Diviziei A: 1979, 1985, 1986, 1987
- Cupa României: 1985, 1987